# Manuel Abranches de Soveral
Manuel Abranches de Soveral (Vila Nova de Gaia, Mafamude, 1953) é um escritor, investigador, jornalista, professor e editor português.
Formado em Direito e pós-graduado em Comunicação, jornalista profissional desde 1974, é director do Centro de Formação de Jornalistas do Porto desde 1993 e professor de Comunicação no Instituto Multimédia. Foi nomeadamente editor de Política e Economia e redactor-principal do jornal «O Comércio do Porto», onde trabalhou de 1978 a 1993, chefe de Redacção da revista «O Tripeiro» (1981-1984), e redactor e chefe da Delegação (Porto) do semanário «O Diabo» (1978-1980), mantendo ainda colaboração em vários jornais e revistas. Deu formação ao quadro redactorial e colaborou no lançamento do «Savana», o primeiro jornal privado de Moçambique (1993), numa iniciativa da Oikos. Colabora na revista cultural «Nova Águia», lançada em 2008, cujo Conselho de Direcção integra.
Investigador na área da História e Genealogia, com vasta obra publicada em livros e em revistas da especialidade, é sócio correspondente do Instituto Português de Heráldica. Tem-se também dedicado à edição e ao design gráfico, editando alguns livros, jornais e outros produtos de Comunicação.
Em Outubro de 2008 publicou o seu primeiro romance, intitulado «a Praça».
Participou no 2º Congresso dos Jornalistas Portugueses, em 1986, do qual saiu a decisão de criar no Porto um curso superior de Comunicação, projecto em que colaborou.
Nos anos 80 tomou várias posições públicas em defesa da Regionalização do país, sendo nessa década fundador e director do Fórum Portucalense e durante alguns meses assessor de imprensa do Gabinete Técnico para a Regionalização, tendo para o efeito sido requisitado ao jornal onde trabalhava pelo Ministério da Administração Interna. Foi ainda director (1995-2001) da Real Associação do Porto e é membro do seu Conselho Consultivo.

## Obras publicadas
Além dos incontáveis artigos publicados na Imprensa e das obras de investigação editadas na Net, é autor das seguintes obras: 
- «CRISTÓVÃO MENDES DE CARVALHO História de um alto magistrado quinhentista e de sua família», in «Fragmenta Historica» – Revista do Centro de Estudos Históricos da Universidade Nova de Lisboa, nº 5, 2017, pág. 11 a 105;
- «Nos 170 anos da Patuleia e nos 200 de Teixeira de Vasconcellos», 2016;
- «Um caso setecentista de fraude e falsificação genealógica», 2016[9], sobre a fraude genealógica dos engenheiros militares Guilherme Joaquim Paes e Francisco Xavier Paes, irmãos, que se fizeram passar por descendentes do Infante D. Duarte, através da falsificação de vários documentos.
- «História genealógica dos Correa Manoel de Aboim. Administradores da capela de S. Lourenço de Óbidos (1319), senhores do palácio dos Aboim (Lisboa), viscondes de Idanha e Vila Boim», 2014, Caminhos Romanos, ISBN 979-989-8379-38-2;
- «Ferreira Pinto Brandão, de Paços de Ferreira, Cête e Mouriz - uma família de militares e padres» (inclui uma Reflexão sobre a origem dos Brandão), 2012;
- «Reflexões sobre a origem dos Rocha, dos Aguiã, dos Calheiros e dos Jácome», 2011, in Revista «Raizes & Memórias», nº 29, Dezembro de 2012, 47 páginas (da 149 à 196);
- «Ensaio sobre a origem dos Proença», 2010;
- «a Praça», romance, Outubro de 2008, ISBN 978-972-97430-9-2;
- «Ensaio sobre a origem dos Resende / Sodré», 2008. Separata da revista ««Armas e Troféus», IX série, Janeiro / Dezembro de 2008. 75 páginas. Em co-autoria com Manuel Lamas de Mendonça;
- «Ensaio sobre a origem medieval dos Boto» - introdução ao livro «Donas-Boto de S. João da Pesqueira. Origens e novos ramos», 2005, de Albano Chaves, ISBN 972-97430-8-8;
- «Os Furtado de Mendonça portugueses. Ensaio sobre a sua verdadeira origem». Porto 2004. Em co-autoria com Manuel Lamas de Mendonça, ISBN 972-97430-7-X;
- «Ascendências Visienses. Ensaio genealógico sobre a nobreza de Viseu. Séculos XIV a XVII», Porto 2004, dois volumes, ISBN 972-97430-6-1;
- «Machado de Vila Pouca de Aguiar». Porto 2000, ISBN 972-97430-2-9;
- «Mello e Souza. Descendência legítima na comarca de Viseu», 1998. Separata da revista «Armas e Troféus», VIII série, Tomo II, Janeiro-Dezembro de 1998;
- «Sangue Real». Porto 1998, ISBN 972-97430-1-0;
- «Meirelles Barretto de Moraes, de Cête e Mouriz», in revista «Raizes & Memórias», nº 14, Outubro de 1998;
- «Portocarreros do Palácio da Bandeirinha». Porto 1997, ISBN 972-97430-0-2;
- «Estado de Coma. Correspondência aberta», Porto 1995. Edições Real Associação do Porto. Em co-autoria com Diogo Pacheco de Amorim, João Afonso Machado Pinheiro Lobo da Figueira e Rui Marrana;
- «Quinta do Maravedi. Subsídios para a sua História». Gaia 1994;
- «Porto Projecto Cidade Nova», Porto 1985. Edição da Câmara Municipal do Porto / GPU;
- «Os Soveral Tavares. Subsídios para a sua Genealogia», Porto 1985, em co-autoria com Luís de Soveral Varella;
- «António Augusto Teixeira de Vasconcellos. O Homem e a Obra». Estudo introdutório à reedição do romance «O Prato de Arroz Doce» pela colecção Cem Anos de Literatura em Língua Portuguesa. Civilização Editora, 1983;
- «A descendência desconhecida de Cristóvão Soares de Albergaria, 3º morgado de Tonda», in revista «Beira Alta», Vol. XLI, Fasc. 2, 1982;
- «Origens e desencontros do Jornalismo português», in revista «O Tripeiro», Março de 1982.